# Jupiter Lion
 Jupiter Lion és un grup de música valencià, amb forma de trio. A Brighter (BCore, 2014), el seu segon LP després del debut homònim del 2012, tenen influències del so motorik, el 4/4 inductor del trànsit–l'extàtic, del krautrock, el rock experimental alemany dels 70, en direcció a l'espai: no en va del subgènere que van engendrar Can, Neu! i Kraftwerk també se'n va dir música còsmica (Kosmische Musik).